# North American F-100 Super Sabre
Норт Амерікан F-100 Супер Сейбр (англ. North American F-100 Super Sabre) — американський одномісний одномоторний надзвуковий винищувач, винищувач-перехоплювач зі стрілоподібним крилом, винищувач-бомбардувальник, літак-розвідник.
Перший американський серійний надзвуковий винищувач.
Незважаючи на те, що перша модель з'явилася на початку 50-х років, всілякі вдосконалені модифікації літака використовуються досі по всьому світу. Прототип літака YF-100 здійснив свій перший політ у травні 1953 року, під час цього польоту він також успішно подолав звуковий бар'єр. За час свого існування цей багатоцільовий винищувач поставив безліч рекордів по швидкості, тривалості і дальності польоту.
Останні серійні моделі F-100D і F-100F у разі знищення злітно-посадкових смуг могли запускатися як ракети — з пускових установок. Перший зліт надзвукового літака (F-100D Super Sabre) без використання злітно-посадкової смуги стався в 1958 році в рамках програми «Zero Length Launch» на авіабазі Едвардс у Каліфорнії.
На додаток до ядерної бомби і чотирьох 20-мм гармат винищувач міг нести ракети «повітря—повітря» і «повітря—земля» (наприклад, 4 ракети з інфрачервоним наведенням AIM-9 Sidewinder).
Дві ранні моделі літака («A» і «C») встановили перші світові рекорди по швидкості на базі  серед надзвукових літаків. У жовтні 1953 року полковник Іверст досяг швидкості в 1215 км/год, а в серпні 1955 року полковник Хейнс досяг швидкості в 1323 км/год. Наступні моделі літака розвивали максимальну швидкість до 1485 км/год.
Для демонстрації можливостей своїх літаків і пілотів ВПС США вибрало F-100 Super Sabre для участі в міжнародних пілотажних змаганнях. На цей літак пересіла пілотажна група «Буревісник», ставши першою надзвуковою пілотажною групою. Як правило, група виступала четвіркою, роблячи акцент на проліт і маневрування на низькій висоті. Шоу «Буревісників» на F-100 побачило понад 19 мільйонів чоловік. В Європі подібні демонстраційні польоти проводила пілотажна група «Skyblazers».
На перші моделі F-100 встановлювався двигун з осьовим компресором Pratt & Whitney J57-P-7. Наступні моделі отримали двигун Pratt & Whitney J57-P-21A. Обидва двигуни були двоконтурними з форсажною камерою і з тягою понад 10000 фунтів.
Практична стеля літака була більше 15 кім., а дальність польоту — понад 1600 км.
Крім тонких, з великим кутом стріловидності хвоста і крила літак мав і інші особливості, які зробили надзвуковий політ можливим. Наприклад, багато деталей вперше були виконані з жароміцного титанового сплаву. Обтічний фюзеляж з одним повітрозабірником на носі мав малий лобовий опір. Ліхтар кабіни плавно перетікав ззаду в фюзеляж, що робило профіль літака трохи вигнутим. Літак також мав автоматично відсувні передкрилки і низькорозташований цілісний хвостовий стабілізатор. F-100 став першим літаком ВПС США з низькорозташованим горизонтальним хвостовим оперенням.
Системи кондиціонування повітря, підтримки тиску в кабіні і паливоподачі були повністю автоматичними.
При проєктуванні особлива увага приділялася ергономіці кабіни й зручності керування.

## Загальні відомості
Супер Сейбр, що став одним з перших у світі надзвукових бойових літаків, розроблявся компанією Норт Амерікен починаючи з 1949 року, як заміна свого знаменитого попередника F-86 Сейбр. Одним з основних технічних умов на початку проєкту було досягнення літаком в горизонтальному польоті на швидкості, яка дорівнює швидкості звуку.
У конструкції планера літака вперше широко використані титанові сплави.
Роботи над літаком просувалися дуже швидкими темпами, і в травні 1953 року один із прототипів у своєму першому польоті досяг очікуваної швидкості. 29 жовтня 1953 перший серійний F-100 встановив новий світовий рекорд швидкості в 1215 км/год.
Хоча F-100 надійшли у ВПС США в 1953 році, серія катастроф призвела до того, що поставки нової моделі літака F-100A була затримана на цілий рік. За цей час в конструкцію крила і кіля були внесені необхідні зміни, що дозволило поліпшити стабільність літака. Після цього 200 винищувачів F-100A надійшли у війська.
Доопрацьовані і оснащені більш потужними двигунами F-100C і F-100D винищувачі-бомбардувальники надійшли на озброєння в 1956—1957 рр. F-100C мав більш потужний двигун і обладнання для дозаправки в повітрі, що дозволило значно збільшити дальність польоту. Модель F-100D проводилася в найбільших кількостях в порівнянні з іншими версіями. Ці літаки оснащувалися протилокаційним обладнанням та спеціальними підвісками, дозволяли йому нести атомне озброєння. F-100 випускався також у варіанті літака-розвідника і двомісного тренувального літака.
Найдосконалішим і масовим (випущено 1274 екз.) з «Super Sabre» став винищувач-бомбардувальник F-100D, що з'явився в 1956 р.
Super Sabre були списані з бойового чергування в 1972 році, проте деяка кількість літаків залишалося на службі в Національній Гвардії США аж до 1980 року.
Літаки цієї марки поставлялися в Данію, Францію, Тайвань і Туреччину. Саме Туреччина була останньою країною, що використовувала F-100, останні літаки були списані в середині 1980-х.

## Бойове застосування

### ВВС США

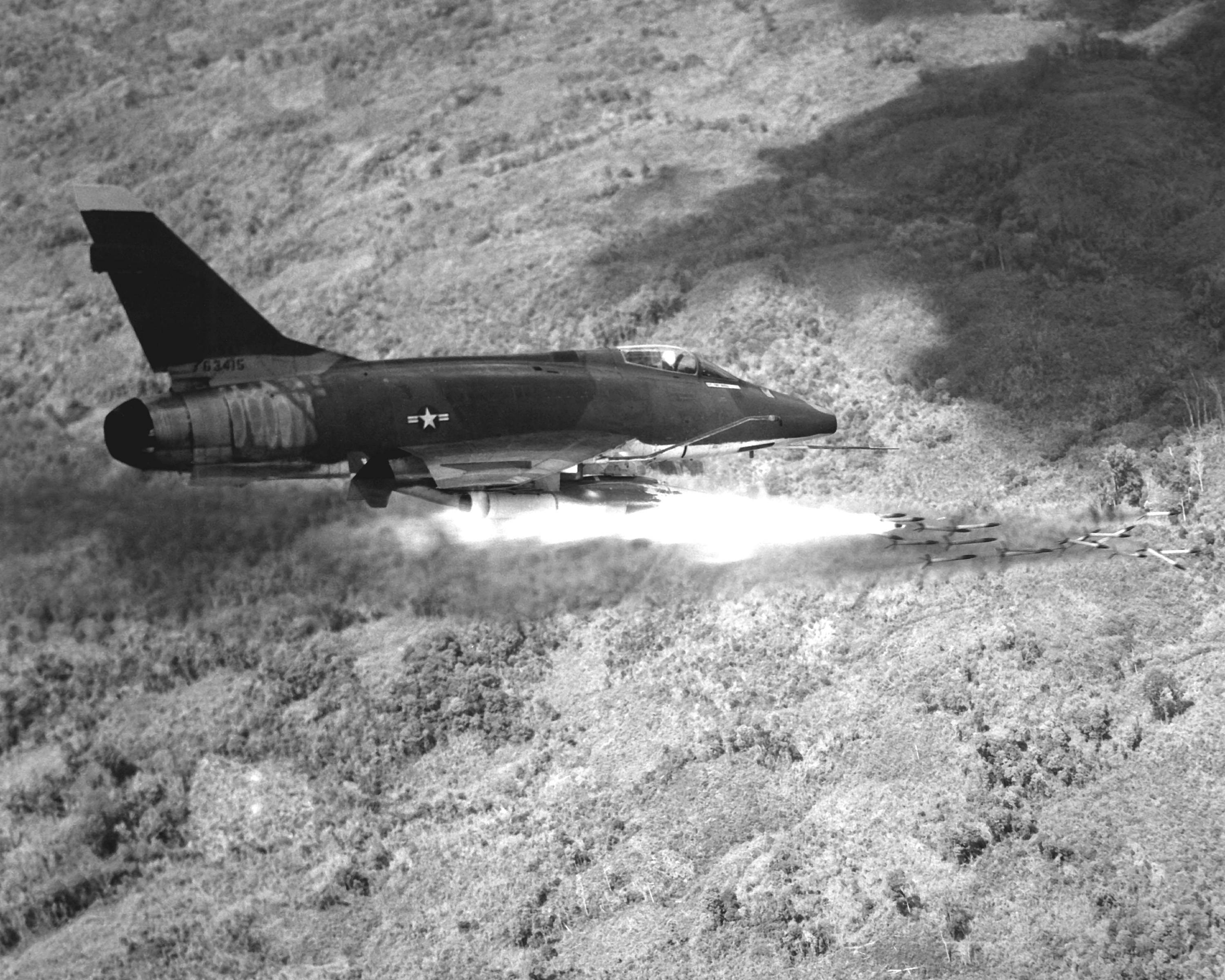
F-100D випускає ракети над південним В'єтнамом. 1967 рік.

У 1965—1971 рр. F-100 дуже широко (найбільша кількість літако-вильотів серед всіх літаків) застосовувалися у В'єтнамі, як винищувача-бомбардувальника; на їх рахунку тисячі тонн скинутої на В'єтнам напалму.
4 квітня 1965 року F-100, що ескортував бомбардувальники F-105, вступив у бій з північно-в'єтнамськими МіГ-17, в результаті один МіГ  був заявлений як збитий (в підтвердженні повітряної перемоги висловлюються сумніви). Це перші повітряні бої авіації США у В'єтнамі.
Війна обійшлася США в 242 втрачених «Супер Сейбр», втрат у повітряних боях не було[прояснити]

### ВПС Туреччини
9 серпня 1964 року турецькі F-100 атакували грецькі патрульні катери поблизу порту Геміконага (Кіпр). В результаті атаки два катера загорілось, але вогнем у відповідь було збито один F-100D.
F-100 ВПС Туреччини брали участь у збройному конфлікті на Кіпрі в 1974 р. В основному застосовувалися проти наземних цілей. При цьому понесли найбільші втрати серед інших турецьких машин — втрачено не менше семи «Супер Сейбрів».
Дуже незвичайна атака з їх участю сталася 21 липня, коли близько 50 турецьких літаків помилково розбомбили свій конвой з декількох есмінців і бойових катерів (див. Морська битва біля Пафосу). В результаті один турецький есмінець затонув (загинуло 80 турецьких моряків) і двоє отримали тяжкі ушкодження. Турецький флот вогнем збив два-три турецьких «Супер Сейбра».
24 серпня 1976 року пара турецьких F-100 вторгся в повітряний простір СРСР. Один винищувач був збитий радянською ЗРК.
У січні 1983 року два турецьких F-100 було збито іракськими винищувачі Mirage F1.

## Технічні характеристики

Проєкції F-100 Super Sabre

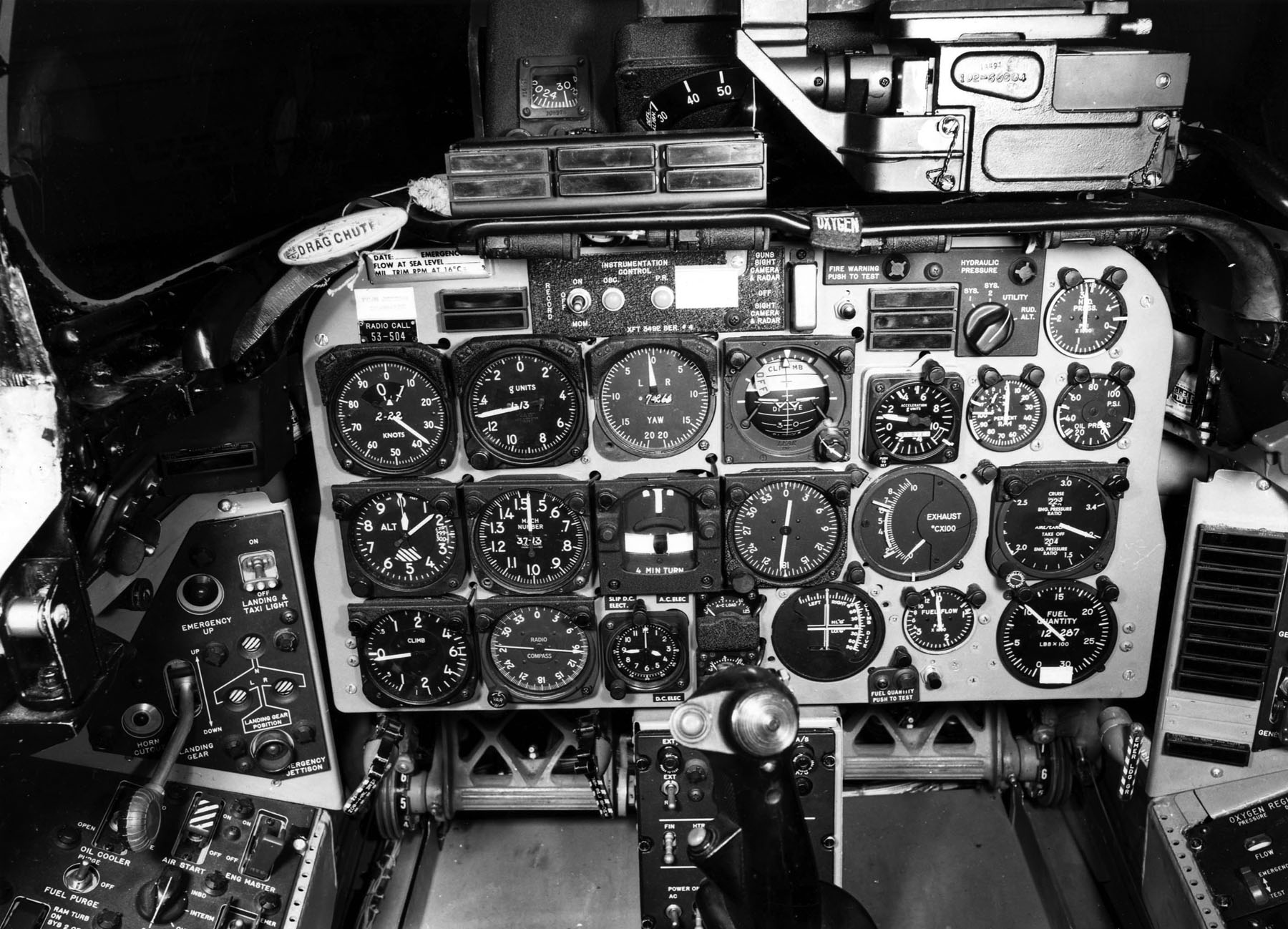
Кабіна і приладова дошка літака F-100D

- Двигун: Pratt & Whitney J57-P21 турбодвигун, тягою 7711 кг
- Максимальна швидкість: 1390 км/год
- Максимальна дальність: 3210 км
- Практична стеля: 13716 м
- Максимальна злітна вага: 15800 кг
- Вага порожнього: 9525 кг
- Розмах крил: 11,81 м
- Довжина: 15,09 м
- Висота: 4,95 м
- Площа крила: 33,77 м2
- Озброєння:
  - 4 автоматичні гармати M39 калібру 20 мм
  - 6 підкрильних пілонів дозволяють нести до 3402 кг бомбового або іншого озброєння

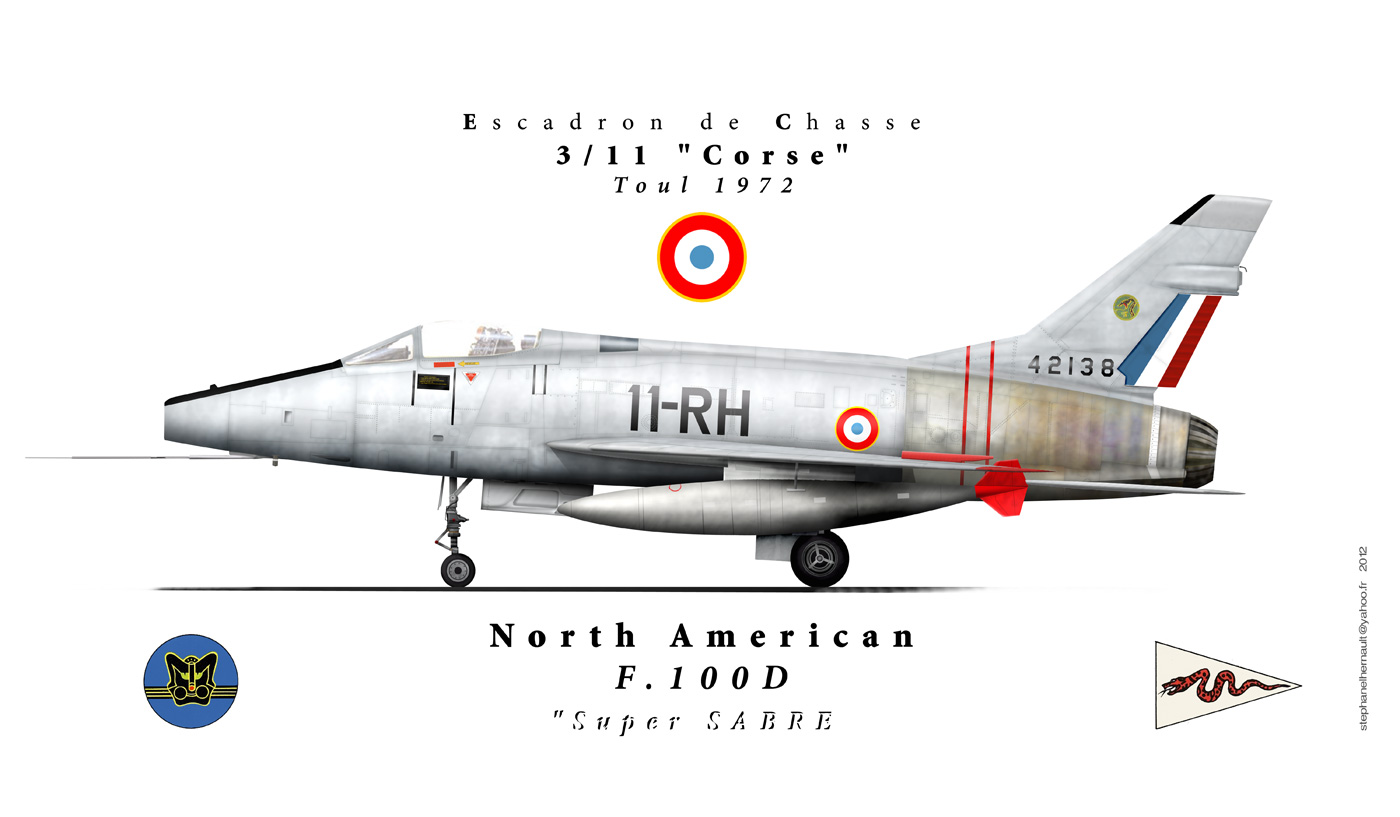
F100 D E. C 3/11"corse"
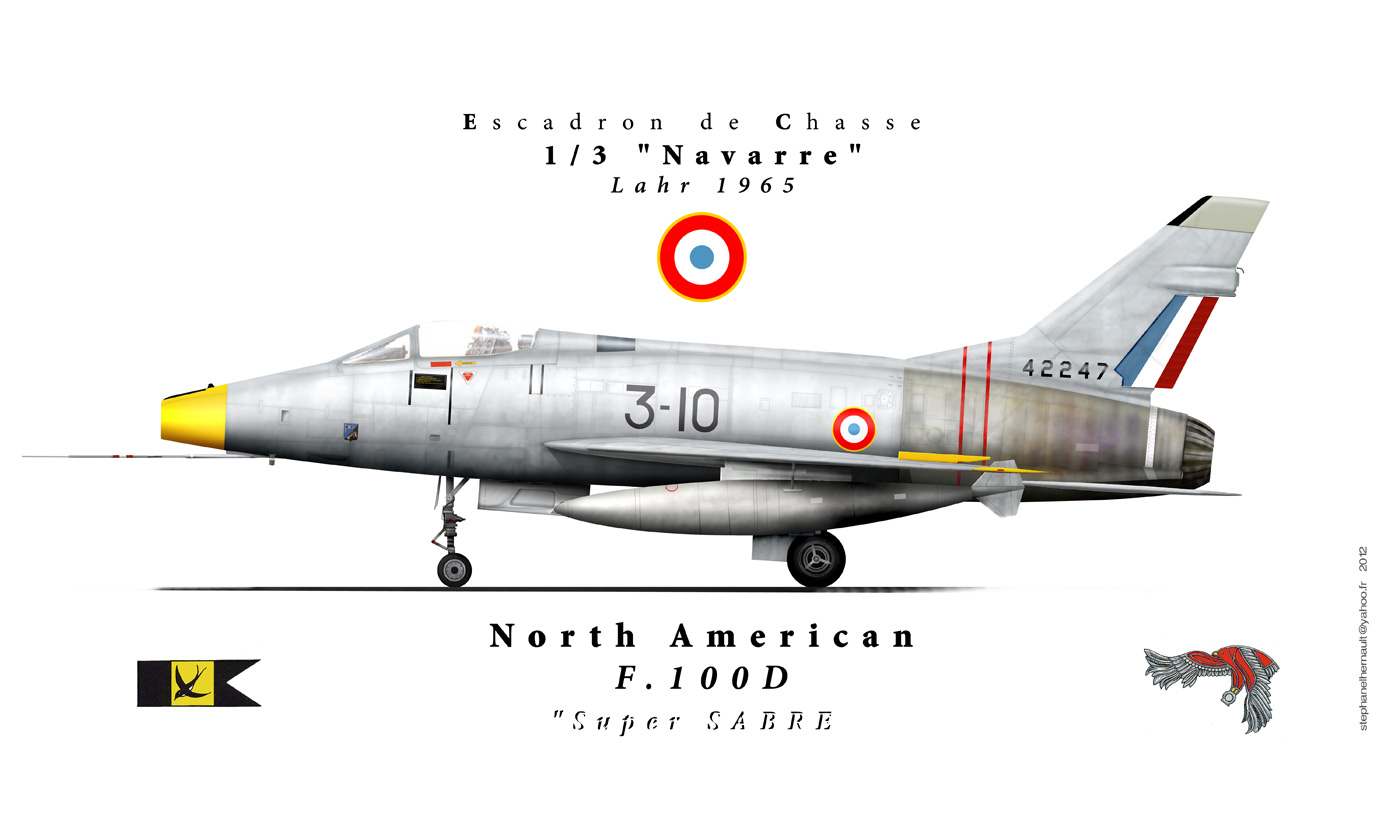
F100 D E. C 1/3"navarre
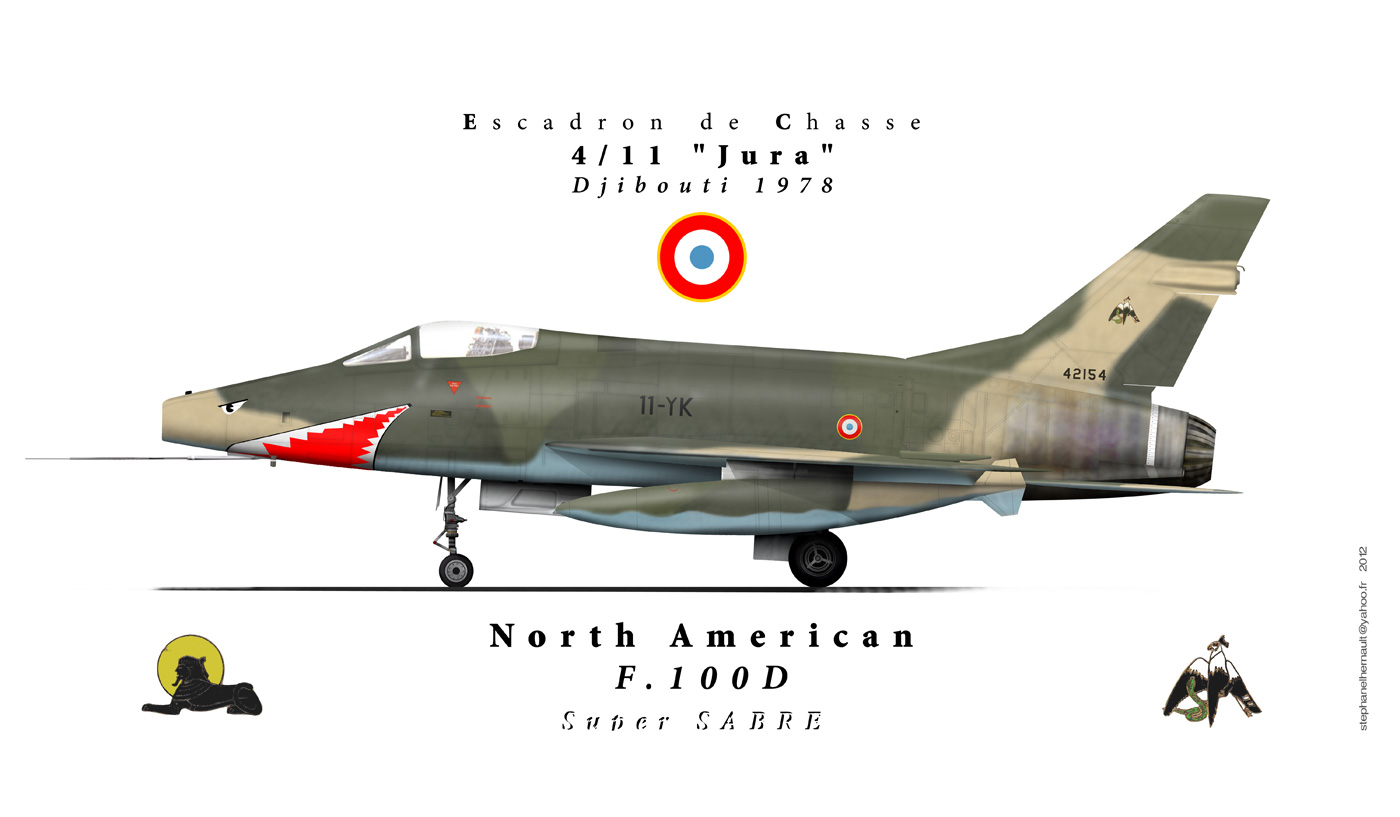
F100 D E. C 4/11"Jura"
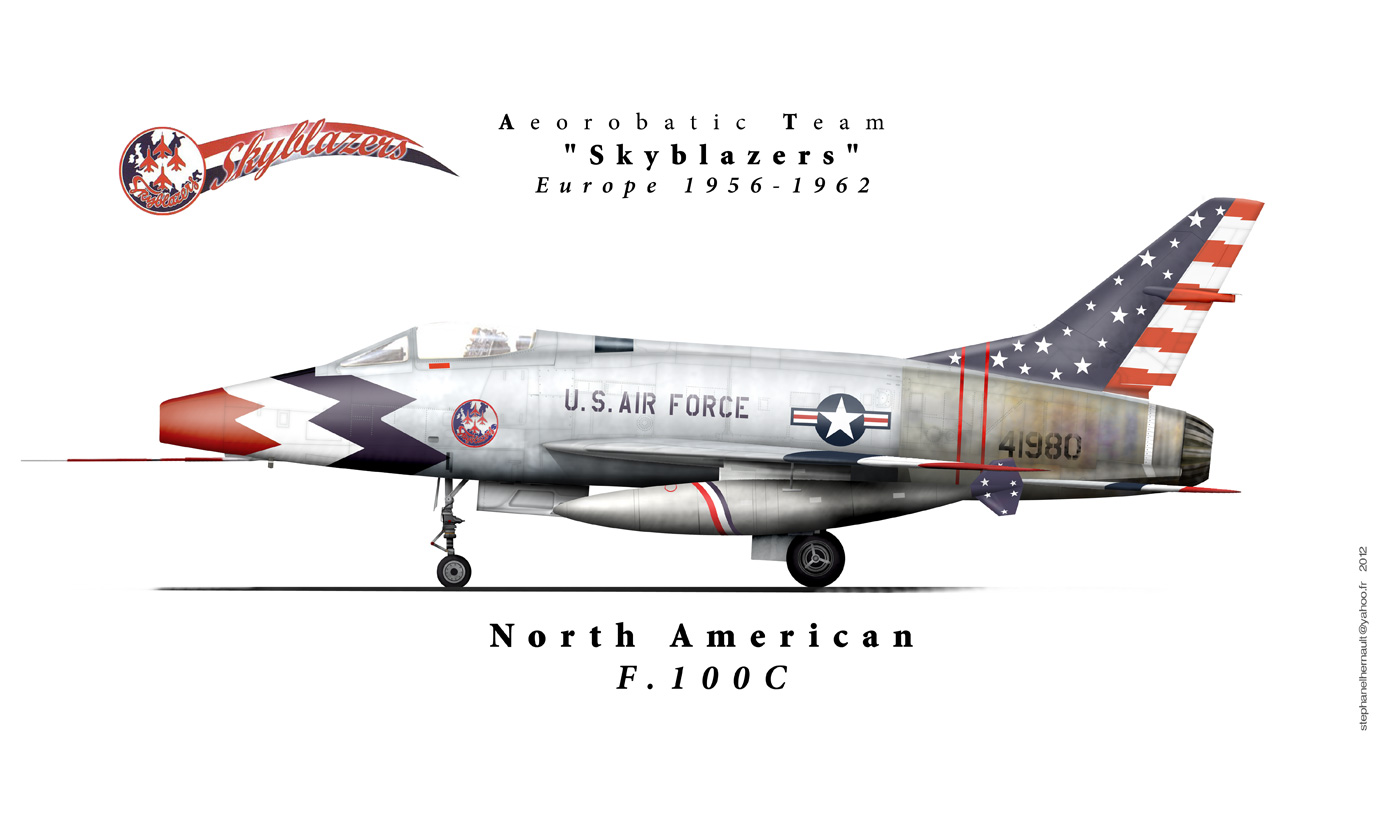
F100 C Skyblazers Aerobatic Team

## Інциденти

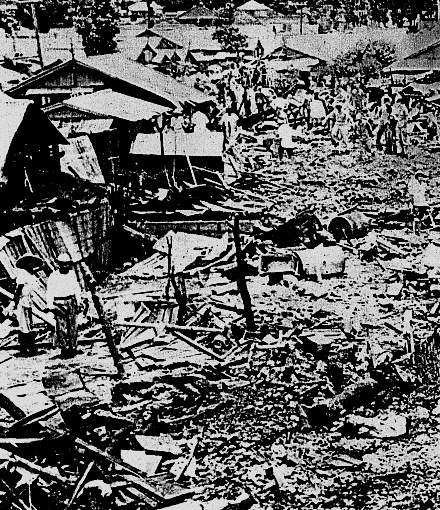
Місце падіння американського F-100 на школу в Урума

30 червня 1959 року F-100 ВПС США впав на школу та навколишні будинки в японському місті Урума. В результаті катастрофи загинуло 17 осіб (включаючи 11 учнів), поранено 210 (включаючи 156 учнів). Американський пілот катапультувався і не постраждав.
7 квітня 1961 року пара F-100 брала участь у тренувальних перехопленнях стратегічного бомбардувальника B-52B. Під час шостого заходу на ціль один з винищувачів помилково випустив ракету AIM-9 Sidewinder і вразив бомбардувальник. З восьми членів екіпажу вижило п'ятеро, троє загинули під час падіння.